# Konjugatalger
Konjugatalger, även kallade konjugater eller okalger (Zygnemophyceae),) är en klass av grönalger som lever i sötvatten. Konjugatalger delas in i två grupper: encelliga haplonter och trådformade. Ordet "konjugera" betyder sammansmälta. Totalt finns enligt Algaebase 2594 arter fördelade på två ordningar. Inga arter har gissel.

Enligt Catalogue of Life ingår Konjugater i divisionen grönalger, kransalger m.fl., och riket växter, men enligt Dyntaxa är tillhörigheten istället divisionen Streptophyta, och riket växter.

Spiralbandsalgerna (Spirogyra) och tvestjärntrådar (Zygnema) bildar långa trådar och kan hittas framförallt i stillastående vatten.
Förökning sker via s.k. konjugation, d.v.s. sammansmältning av innehållet från en tråd till en annan tråd genom konjugationsrör. Efter sammansmältning, konjugering, bildas en diploid zygot som därefter omvandlas till en vilospor. Konjugaten skyddas av ett tjockt skal. Denna övervintrar till nästa vår innan reduktionsdelning (meios) äger rum.  Den enda överlevande haploida cellen gror en ny algplanta.  Spirogyra uppvisar fototaxi, d.v.s. aktiv rörelse mot ljus.
Andra exempel på konjugatalger är Closterium, Staurastrum, Cosmarium, Micrasterias.

## KladogramenligtCatalogue of Life[1]ochDyntaxa[4]
| Konjugater | \| \| Conjugata \| \| \| \| \| \| Zygnematales \| \| \| \| |
|            | \| \| Conjugata \| \| \| \| \| \| Zygnematales \| \| \| \| |
|            | Asphaltinella                                              |
|            |                                                            |
|            | Botryella                                                  |
|            |                                                            |
|            | Bryopsidophyceae                                           |
|            |                                                            |
|            | Charophyceae                                               |
|            |                                                            |
|            | Chlorangiaceae                                             |
|            |                                                            |
|            | Chlorophyceae                                              |
|            |                                                            |
|            | Chlorophyta, ordines incertae sedis                        |
|            |                                                            |
|            | Klebsormidiophyceae                                        |
|            |                                                            |
|            | Mamiellophyceae                                            |
|            |                                                            |
|            | Mesostigmatophyceae                                        |
|            |                                                            |
|            | Nephroselmidophyceae                                       |
|            |                                                            |
|            | Pedinophyceae                                              |
|            |                                                            |
|            | Pleurastrophyceae                                          |
|            |                                                            |
|            | Prasinophyceae                                             |
|            |                                                            |
|            | Trebouxiophyceae                                           |
|            |                                                            |
|            | Ulvophyceae                                                |
|            |                                                            |
|            | Conjugata                                                  |
|            |                                                            |
|            | Zygnematales                                               |
|            |                                                            |

|  | Conjugata    |
|  |              |
|  | Zygnematales |
|  |              |

## Galleri

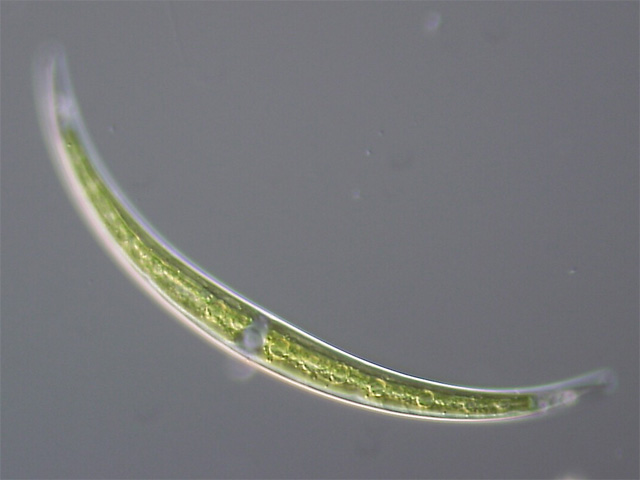
Closterium
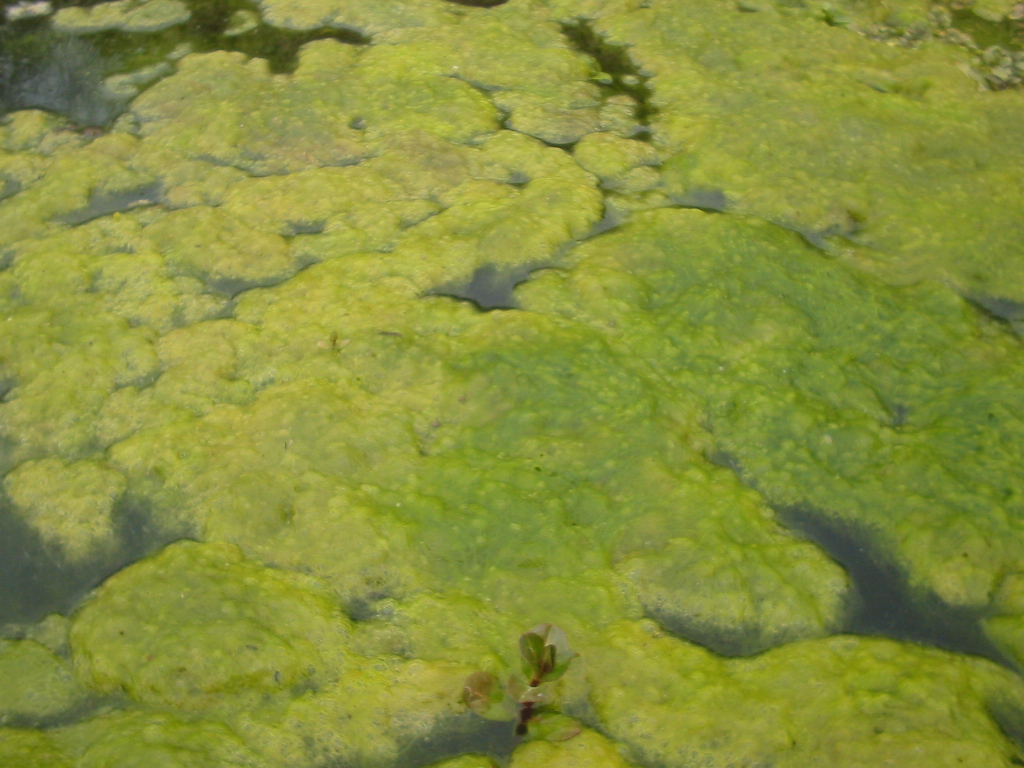
Spirogyra
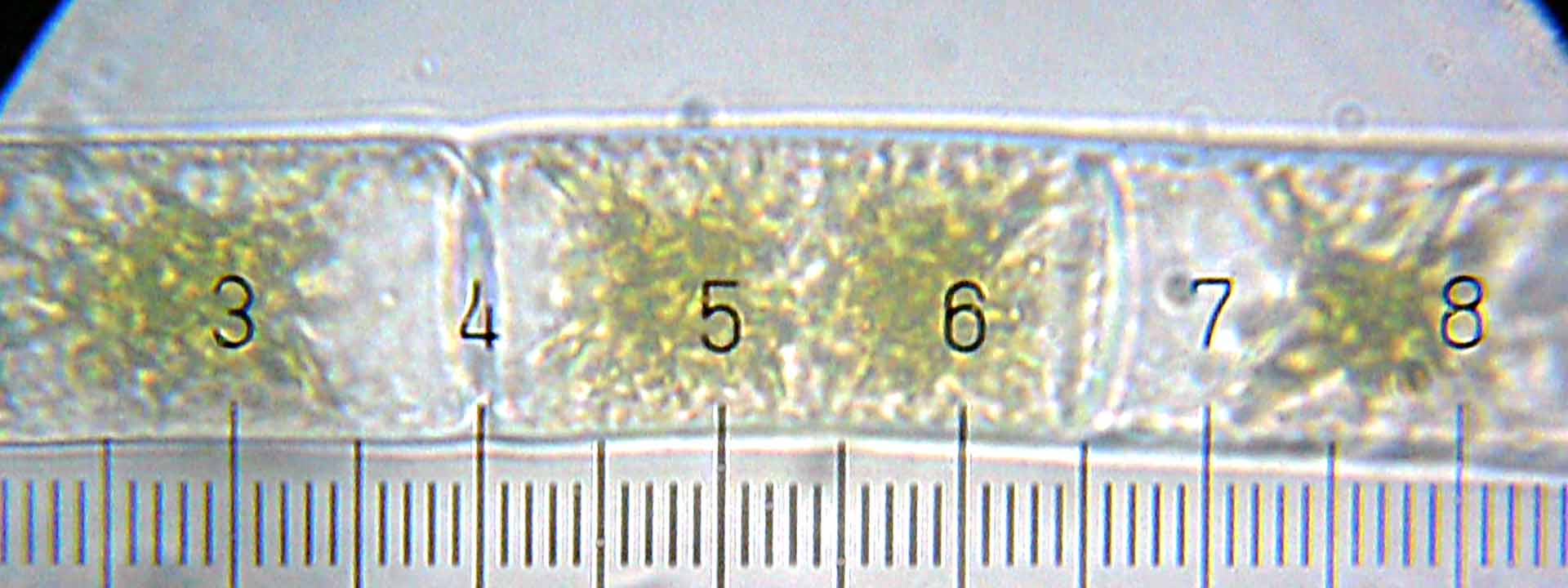
Zygnema
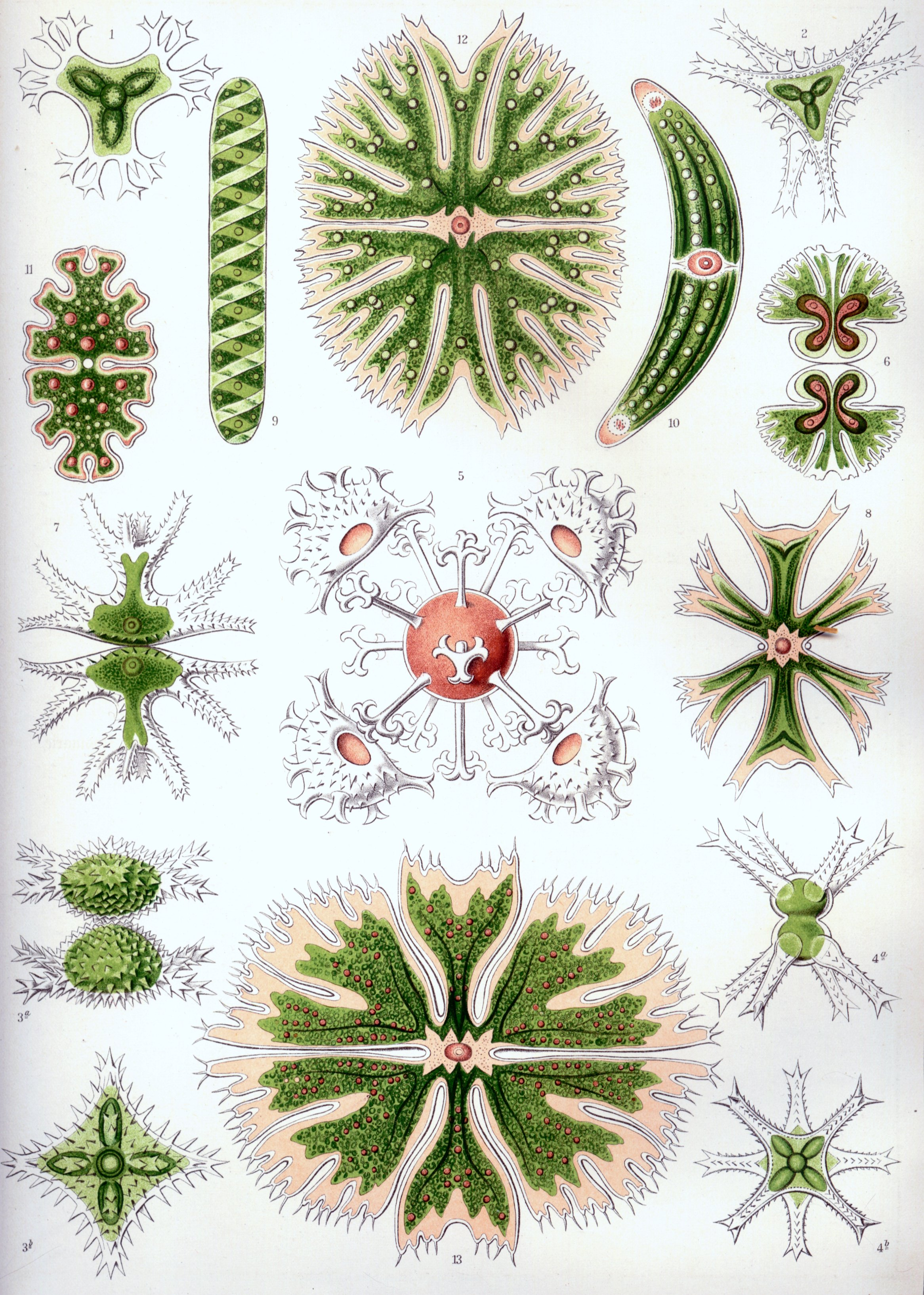
Heackels översikt över desmider.